# Колодсі
Ко́лодсі, або Колутсе, або Колотсі, (ест. Kolodsi järv, Kolutse järv, Kolotsi järv) — загатне озеро в Естонії, у волості Вастселійна повіту Вирумаа.

## Розташування
Колодсі належить до Чудського суббасейну Східноестонського басейну.
Озеро лежить на південній околиці села Вокі.
Акваторія водойми входить до складу природного парку Гаанья (Haanja looduspark).

## Опис
Загальна площа озера становить 3,26 га, площа водної поверхні — 3,2 га, площа острівця на озері — 0,06 га. Довжина берегової лінії — 1 284 м.